# 6307 Maiztegui
6307 Maiztegui là một tiểu hành tinh vành đai chính với chu kỳ quỹ đạo là 1514.0153027 ngày (4.15 năm).
Nó được phát hiện ngày 22 tháng 11 năm 1989.